# Русские в Кыргызстане
Русские в Кыргызстане (кирг. Кыргызстандагы орустар) —  третья по численности национальная группа в Кыргызстане, на начало 2021 года составляли 5,14 % населения страны (341 351 человек).  С момента своего появления на территории Южного Семиречья в третьей четверти XIX века, русские играли важную роль во всех сферах жизни республики, особенно в поздний имперский и советский период и в первую очередь в её северной равнинной части. С середины XX века относительная численность русских снижалась (при абсолютном росте), что связано с несколько меньшей рождаемостью по сравнению с рождаемостью у местного населения, а с начала 1990-х резко снизилось и абсолютное число русского населения из-за высокого миграционного оттока после распада СССР.

## Региональная концентрация
Русское население Кыргызстана по историческим причинам сконцентрировано на севере республики. Большинство русских проживает в столице страны — городе Бишкеке (192 тыс., 23 %) и окружающей столицу Чуйской области (167 тыс. и 21 %), где они ещё недавно составляли большинство населения. Некоторое количество русских живёт также в Иссык-Кульской области (35 тыс. и 8%). В остальных областях, в том числе в Ошской, где из национальных меньшинств относительно преобладают узбеки (а в Таласской области — курды, недавно оттеснившие русских на третье место), количество русских в настоящее время минимально (0—3 % населения).
В советское время значительное число русских проживало также в городах Ош, Джалал-Абад, Майли-Сай на юге республики.

## Динамика численности и доли русского населения Кыргызстана
Данные приведены по данным официальных переписей. По данным переписи 1999 г., русские, временно выехавшие на заработки в РФ, не учтены в общей численности населения.
- 1959 623,6 тыс. (30,2 %)[2]
- 1970 855,9 тыс. (29,2 %)[3]
- 1979 911,7 тыс. (25,9 %)[4]
- 1989 916,6 тыс. (21,5 %)[5]
- 1999 603,2 тыс. (12,5 %)[6]
- 2009 419,6 тыс. (7,8 %)[7]

Данные текущего учёта в период после последней переписи:
- 2011 394,7 тыс. (7,2 %)[7]
- 2015 364,5 тыс. (6,2 %)[8]
- 2017 356 637 чел.[9]
- 2018 352 960 чел.[9]
- 2019 348 935 чел.[9]
- 2020 344 950 чел.[9]
- 2021 341 351 чел.[9]
- 2022 335 237 чел.[9]
- 2023 527 495 чел.[9]

## Положение русских в Кыргызстане
Положение русских в Кыргызстане удовлетворительное. Русский язык является официальным языком в республике согласно Конституции. В центре столицы располагается Русский драматический театр, русский язык активно используется в дошкольных учреждениях, школах и ВУЗах. 
Также, в Кыргызстане соблюдаются права верующих разных религиозных конфессий, в т.ч. православных христиан. Так, в состав Бишкекской и Киргизской епархии Русской Православной Церкви входит 6 благочинных округов, 26 храмов, 20 молитвенных домов и 1 женский монастырь
Отток русского населения из Кыргызстана большей частью обусловлен социально-экономическими мотивами, хотя на рынке труда страны русские, как и другие национальности республики, не подвергаются этнической дискриминации. Русским языком владеет 83% населения Кыргызстана. Интеграция русских в республике несколько затруднена в связи с невладением подавляющей частью русского населения государственным (киргизским) языком.  
Государственная политика направлена на сближение народов Кыргызстана, во времена всех президентов, начиная с А. Акаева и К. Бакиева. В частности, при Акаеве была провозглашена политика "Кыргызстан – наш общий дом", также при Акаеве пост премьер-министра занимал этнический русский (по некоторым данным мордвин) Николай Танаев, а при Бакиеве премьер-министром был этнический русский (Игорь Чудинов). Пост министра финансов занимает Ольга Лаврова. При президенте А. Атамбаеве произошло более тесное интеграционное сближении Кыргызстана и России в рамках Таможенного Союза (впоследствии ЕАЭС).

## Эмиграция и демография
В 1990-х—2000-х гг. произошла массовая эмиграция русского населения, главным образом молодого и среднего возраста. Только за 1989—1999 годы миграционный отток русских из республики составил 224278 человек. Это, в свою очередь, привело к значительному постарению русского населения страны и ухудшению его демографических показателей. Например, в 2007 году естественная убыль русских Кыргызстана составила 2356 человек.
Отток связан прежде всего с распадом СССР, общим ухудшением качества жизни в условиях кризиса. Оттоку способствует также более благоприятная социально-экономическая ситуация в России и Программа возвращения соотечественников в Россию, которой по праву пользуются русские в Кыргызстане.
Из-за интенсивной эмиграции, затронувшей в первую очередь русских горожан в возрасте до 45 лет, в структуре русского населения идёт интенсивный процесс старения. Дети в возрасте до 14 лет составляют лишь 19,6 % всех русских (118 тыс. человек), старше 65 лет — 13,0 %. Но и среди киргизского населения демографические процессы аналогичны. Естественный прирост населения Бишкека — нулевой. По данным мэрии Бишкека на 2011 год, средний состав семьи не превышает трех человек для всех категорий граждан, независимо от их этнической принадлежности.

## Культура
Средством сохранения русской культуры в Кыргызстане являются праздники, во время которых происходит демонстрация русской одежды (кокошники, платья, платки), исполнение русских песен и плясок, конкурсы пословиц. Русские в Кыргызстане, помимо Рождества (7 января), Пасхи, отмечают Масленицу и Крещение. Православное Рождество внесено в список официальных праздников Кыргызстана. Ведущие российские телеканалы (Первый, РТР, Мир, НТВ (НТС), РенТВ) транслируются по всей территории республики в составе телевизионных мультиплексов.